# Felülről fúj az őszi szél
A Felülről fúj az őszi szél lassú csárdás, a kállai kettősként ismert zenés/táncos történet első dala. Kodály Zoltán gyűjtötte 1928-ban a Szabolcs megyei Nagykállón, és Rábai Miklóssal dolgozta fel táncos zenekari és énekkari művé 1950-ben Kállai kettős címmel. A mű első dala két szerelmes civakodásáról és kibéküléséről szól.
Feldolgozások:
| Szerző          | Mire                       | Mű                                  | Előadás |
| --------------- | -------------------------- | ----------------------------------- | ------- |
| Kodály Zoltán   | vegyeskar, zenekar         | Kállai kettős, 1. dal               | [ 2 ]   |
| Presser Gábor   | zenekar                    | Kállai kettős, 1. dal               | [ 3 ]   |
| Máriássy István | zongora vagy ének és gitár | Elindultam szép hazámból, 20. kotta |         |

## Kotta és dallam
| Felülről fúj az őszi szél, zörög a fán a falevél. – Ugyan, babám, hová lettél, már két este el nem jöttél. | Már két este el nem jöttél, tán biz' a verembe estél? – Nem estem én a verembe, véled estem szerelembe. | Véled estem szerelembe, tudod, kedves vagy szívemnek. De te engem nem szerettél, csak éppen hogy kecsegtettél. | – Addig, rózsám innen nem mégy, míg ez a gyertya el nem ég. A másik is mindjárt elég, a szerelem mégsem elég. |

## Felvételek
- Ultramarin (YouTube)
- Burján Orsi (YouTube)
- Babiczki Boglárka (YouTube)